# Кангаш
Кангаш — река в России, протекает по территории Кестеньгского и Малиновараккского сельских поселений Лоухского района Карелии. Впадает в Нижнее Котозеро на высоте 21,5 м над уровнем моря. Длина реки — 11 км.
Кангаш имеет левый приток — ручей Лебяжий.

## Данные водного реестра
По данным государственного водного реестра России относится к Баренцево-Беломорскому бассейновому округу, водохозяйственный участок реки — реки бассейна Белого моря от западной границы бассейна реки Нива до северной границы бассейна реки Кемь, без реки Ковда. Речной бассейн реки — бассейны рек Кольского полуострова и Карелии, впадает в Белое море.